# Molophilus sigma
Molophilus sigma är en tvåvingeart som beskrevs av Alexander 1927. Molophilus sigma ingår i släktet Molophilus och familjen småharkrankar. Inga underarter finns listade i Catalogue of Life.